# Karla Caves

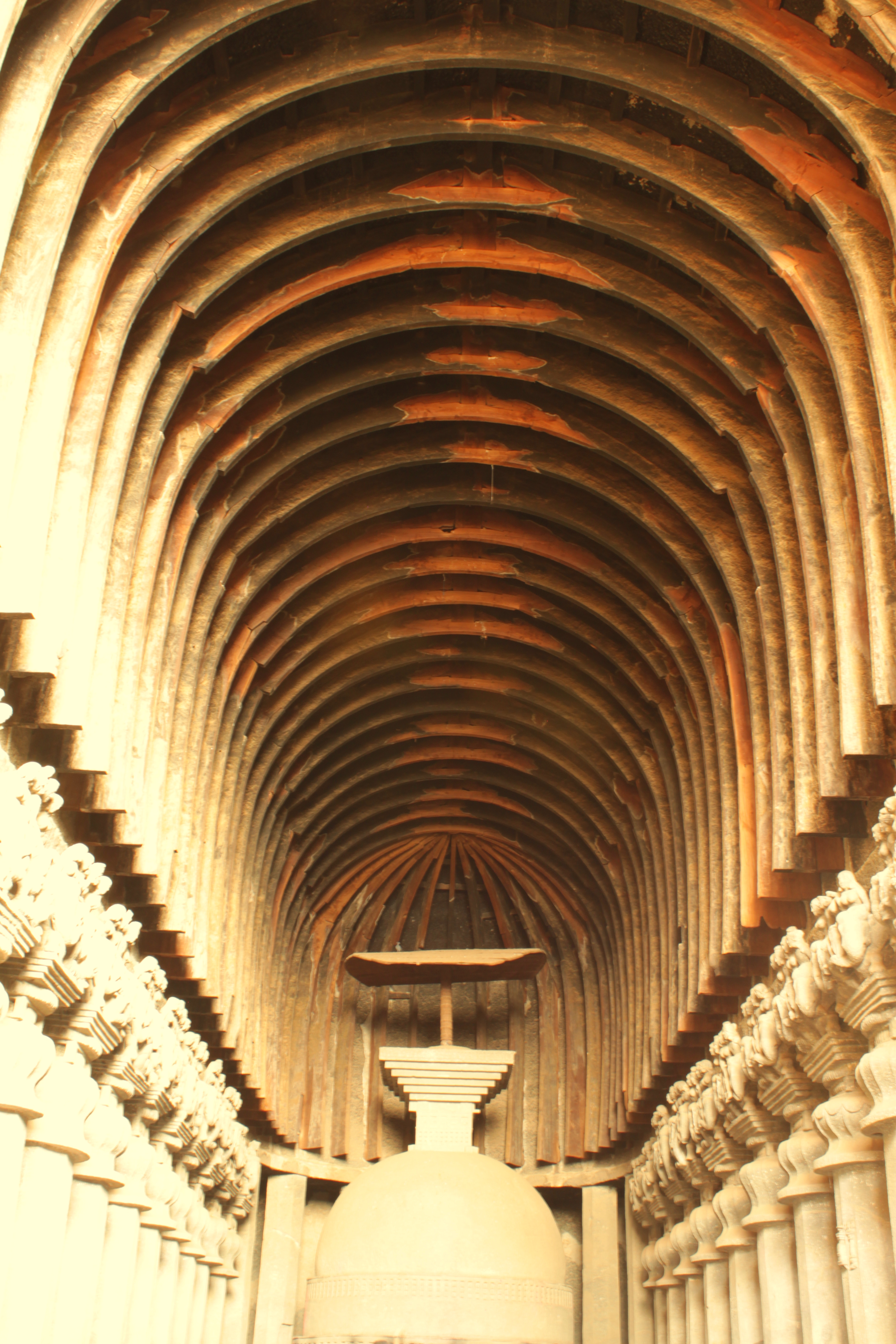
Karli-Höhlen, Gebetshalle (chaitya) mit einer – statisch nicht notwendigen – extrem in die Höhe gezogenen Gewölbekonstruktion aus z. T. 2000 Jahre alten Teakholzsparren. Die Mitte der Apsis wird dominiert von einem – aus dem anstehenden Fels gehauenen – anikonischen Stupa mit Schirmaufsatz (chhatri). Sieben Säulen im Bereich der Apsis haben weder Basen noch Kapitelle.

Die Karla-Caves (Karli-Caves, Karle-Caves oder Karla-Zellen, Marathi कार्ले लेणी IAST Kārlē Lēṇī) sind ein Komplex von alten buddhistischen Höhlenklöstern bei Karli im indischen Bundesstaat Maharashtra. Sie liegen etwa elf Kilometer von der nächsten größeren Stadt Lonavla entfernt.
Der Komplex besteht aus mehreren Wohnhöhlen (viharas) und einer großen Gebets- bzw. Umwandlungshalle (chaitya).

## Geschichte
Zwischen dem 2. Jahrhundert v. Chr. und dem 2./3. Jahrhundert n. Chr. wurden die Felshöhlen in handwerklich und künstlerisch hervorragender Manier aus dem Granitgestein des Dekkan-Plateaus herausgearbeitet. Aufgrund einer Inschrift im Portalbereich der Chaitya-Halle gilt manchmal auch der Satrap Nahapana als der Auftraggeber des Projekts.
Es wird angenommen, dass der älteste der Höhlenschreine aus dem Jahr 160 v. Chr. stammt. Auch die Chaitya-Halle dürfte einer frühen Bauphase angehören, sie ist Indiens größter, ältester und besterhaltener Höhlentempel.
Danach wurden noch weitere skulpturale Arbeiten ausgeführt, wann genau das Höhlenkloster aufgegeben wurde, ist unklar. Vor dem Eingang zur Haupthalle befindet sich ein Jahrhunderte alter Tempel der regional verehrten Hindu-Göttin Ekviradevi, der viele Pilger aus der Umgebung (bis hin nach Mumbai) anzieht; bei ihr könnte es sich um eine lokale Form der Göttin Kali handeln, denn ihr werden beinahe täglich Tieropfer dargebracht.

## Lage
Der in der Nähe einer wichtigen alten Handelsroute entstand, die vom Arabischen Meer nach Osten bis in den Dekkan hinein verläuft.
Das Höhlenkloster von Karla liegt an einer alten Handelsstraße zwischen dem Meer und dem Dekkan-Plateau, etwa auf dem halben Weg zwischen Mumbai und Pune im indischen Bundesstaat Maharashtra in einer Höhe von etwa 770 m. Die Häfen an der nahegelegenen Küste der Arabischen See (z. B. Chaul, Semylla) waren seit etwa 1000 v. Chr. im Westen mit dem Roten Meer und den Mittelmeerkulturen bzw. mit Sumatra, Java, Kambodscha und China im Osten verbunden. Die nächstgelegene – mit dem Zug erreichbare – Stadt ist Lonavla; von dort sind es noch etwa 12 km mit einer Motorriksha. Ein etwa 20-minütiger Aufstieg über eine etwa 150 m hohe und ca. 800 m lange Treppe führt zum Kloster. Die meisten Pilger, unter ihnen viele Fischer von der Küste, kommen nicht wegen der buddhistischen Höhlen, sondern wegen eines Hindu-Tempels unmittelbar vor der Haupthöhle.

### Umgebung
Die Gruppe in Karla ist eine der ältesten und kleineren der vielen buddhistischen Stätten in Maharashtra. Sie ist eine der bekanntesten durch die berühmte „Grand Chaitya“ (Höhle 8), die „die größte und am vollständigsten erhaltene“ Chaitya-Halle der Zeit ist und sich durch ihren fein gearbeiteten Skulpturen und 15 Säulen auf jeder Seite auszeichnet.
Die buddhistischen Höhlenheiligtümer von Bhaja und Bedsa sowie die beiden Forts von Lohagad und Visapur liegen ganz in der Nähe. Die drei Höhlenanlagen im Umkreis von Lonavla müssen im Zusammenhang gesehen werden mit anderen Höhlenklöstern in der Umgebung von Mumbai (z. B. Kanheri und Mahakali), den Pandavleni-Höhlen bei Nashik und denen bei Aurangabad (Aurangabad-Höhlen, Ellora und Ajanta). Letztere werden dem UNESCO-Weltkulturerbe zugerechnet.

## Architektur
Wie alle von Menschenhand geschaffenen Höhlen, so wurden auch die Bauten von Karli von vorn nach hinten und von oben nach unten aus dem Fels herausgehauen. Diese Technik erleichterte den Abtransport des Steinschutts, der einfach nach unten wegrutschen konnte; gleichzeitig mussten keine Gerüste errichtet werden und die Arbeiter waren vor herabfallenden Steinen besser geschützt. Ob die Mönche beim Bau ihres Klosters selbst Hand anlegten, ist unklar – in der ersten Bauphase dürften sie noch selber mitgearbeitet haben, mit zunehmenden Einkünften des Klosters (Schenkungen, Stiftungen, Pilgergaben) wurden die äußerst mühe- und kunstvollen Arbeiten jedoch meist von bezahlten Steinmetzen erledigt.

### Eingangsbereich
Links vor dem Eingang zur Chaitya-Halle steht eine mächtige, 15 m hohe und komplett aus dem Felsgestein herausgehauene kannelierte Säule mit einem glockenförmigen Kapitell und einem aus vier – in alle Himmelsrichtungen blickenden – Löwen bestehenden Aufsatz. Dieses Thema findet sich bereits in den Ashoka-Säulen des 3. Jh.s v. Chr. (vgl. Sarnath) und ist hier vielleicht ein Jahrhundert später nachgeahmt worden; ein ehemals gegenüber stehendes Pendant ist verschwunden.

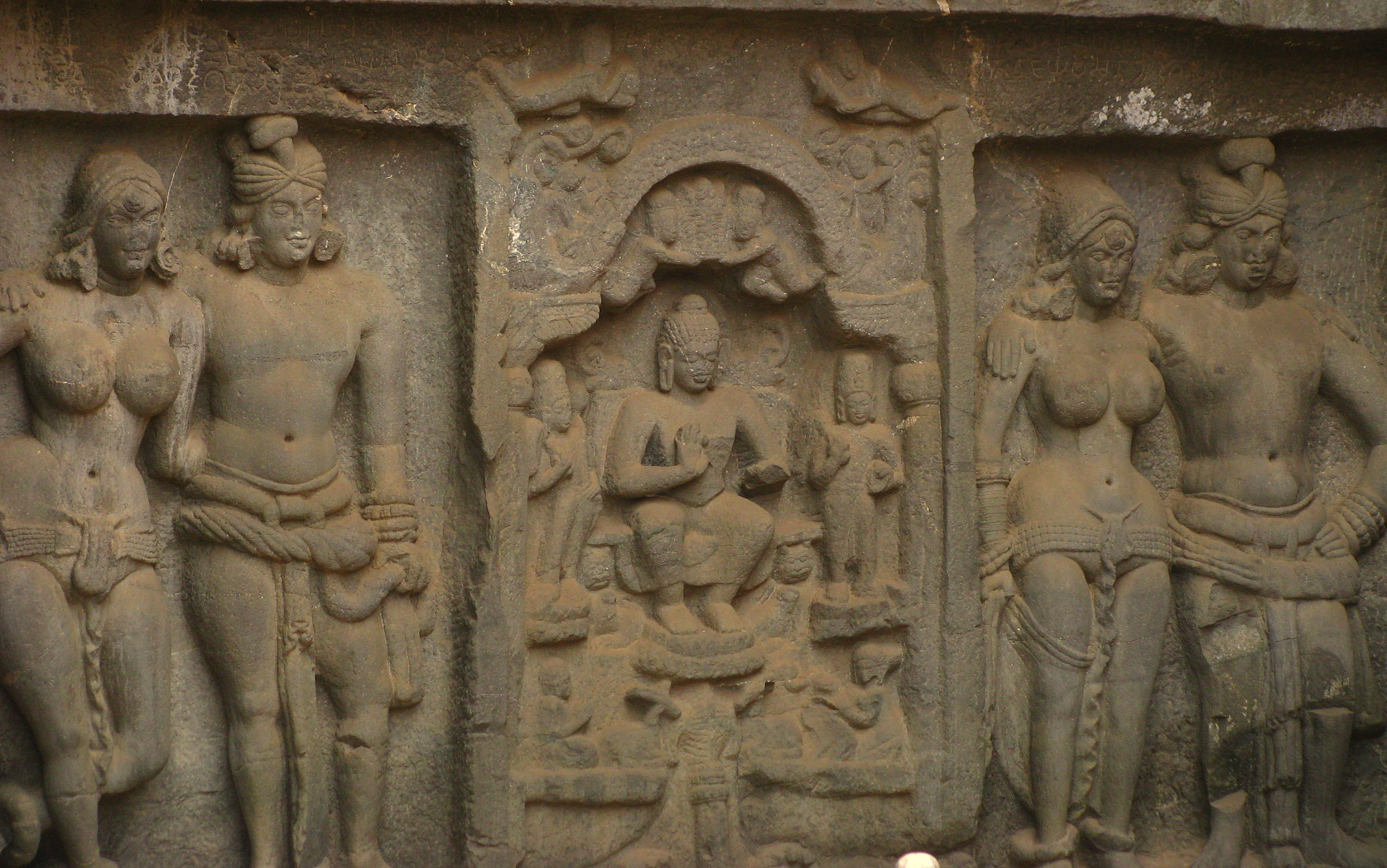
Karli-Höhlen, Reliefs in der Vorhalle zur Chaitya-Halle

Beim Figurenschmuck im eigentlichen Eingangsbereich sind zwei Stilphasen zu unterscheiden: die an den Wänden links und rechts des Eingangsportals angebrachten Reliefs mit kleinen – in europäischer Manier und auf einem Löwenthron – sitzenden und von Liebespaaren (mithunas) flankierten Buddhafiguren könnten wegen ihres antiquierten Figurenstils noch dem späten 4. Jh. angehören; die drei aus den Seitengewänden herausgearbeiteten großen Elefanten mit darauf im Lotossitz sitzenden Buddhafiguren sollten – aufgrund der deutlich besseren Steinbearbeitung – dem 5. Jh. zuzurechnen oder aber von anderer Hand geschaffen worden sein.
Der Eingang selbst wird dominiert von einem riesigen Fenster (chandrasala oder kudu) mit einem Kielbogen als äußere Blende. Der Fensterbogen ruht auf steinernen – in konstruktiver Hinsicht völlig überflüssigen – Balken; die unteren Bogenenden sind eingezogen, so dass der Bogen insgesamt einen Hufeisenbogen ausbildet. Der kleinere Bogen oberhalb der Eingangstür wiederholt das Motiv des Fensters und wird ebenfalls von einem vorgeblendeten Kielbögen überfangen, dessen Spitze in das obere große Fenster hineinragt.

### Chaitya-Halle

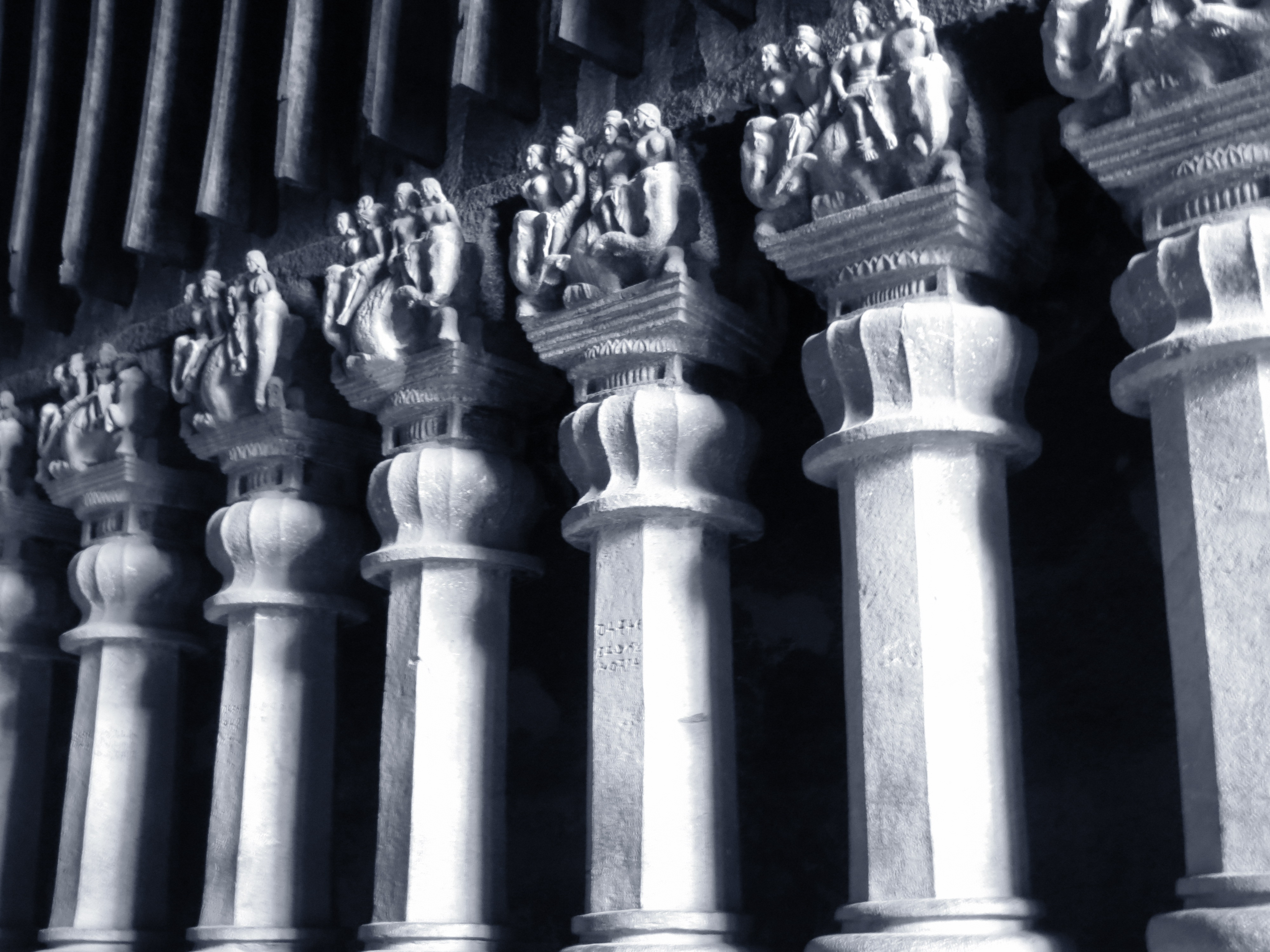
Karli-Höhlen, Gebetshalle – Oktogonale Säulen tragen glockenförmige Kapitelle; darüber auf Elefanten reitende Liebespaare (mithunas).

Hauptattraktion der buddhistischen Klosteranlage von Karla ist die etwa 14 m hohe und ca. 45 m tiefe Chaitya-Halle, die durch zwei Reihen von jeweils 15 oktogonalen Säulen in ein breites Mittelschiff und zwei schmale – einen Umgang ausbildende – Seitenschiffe geteilt ist. Die kahlen Seitenwände sind vollkommen schmucklos belassen. Die z. T. noch mit alten Inschriften bzw. Graffiti versehenen Säulen haben eine topfartig gebauchte Basis und kannelierte glockenförmige Kapitelle. Der jeweils darüber aufruhende Block ist reich skulptiert: kniende bzw. liegende Elefanten mit Liebespaaren (mithunas) als Reiter tragen das Gewölbe des Tempels und haben gleichzeitig Unheil abwehrende (apotropäische) sowie hoheitliche Bedeutungen. Das aus dem harten Fels herausgearbeitete gewölbte Dach der Halle wird noch von einem – statisch völlig überflüssigen, aber beinahe 2000 Jahre alten – Teakholzgewölbe unterfangen; eine im Gewölbescheitel durchlaufende, stabilisierende Firstpfette, wie sie an früheren freistehenden und komplett aus Holz errichteten – jedoch allesamt nicht erhaltenen – Bauten sicherlich vorhanden war, fehlt jedoch.
In der Apsis der Halle erhebt sich ein – ebenfalls aus dem natürlichen Fels herausgearbeiteter – etwa 3,50 m hoher und mehrfach leicht abgestufter Stupa, der sowohl unmittelbar als auch in den Seitenschiffen der Halle von Mönchen und Pilgern umwandelt werden konnte (pradakshina), wobei davon auszugehen ist, dass die nahe Umschreitung mit Berührung des Stupa nur Mönchen, weltlichen Würdenträgern oder wohlhabenden Kaufleuten vorbehalten war. Der Stupa hat einen original erhaltenen, aus zwei Teilen bestehenden quadratischen Schirmaufsatz (chhatri), dessen unterer, mehrfach abgestufter Teil aus Stein gearbeitet ist; der eigentliche Schirm dagegen besteht aus Holz. Die sieben Säulen der Apsis, d. h. diejenigen in unmittelbarer Nähe zum Stupa, haben weder Basen noch Kapitelle.

### Vihara-Höhlen
In der Nähe der Chaitya-Halle liegen einige – z. T. dreigeschossige – Vihara-Höhlen mit in die Seitenwände hineingehauenen Zellen, die als Aufenthalts- und Schlafräume der Mönche dienten. In diesen viharas befanden sich ursprünglich weder Stupas noch Kultbilder – letztere wurden erst ab dem 5. Jh. hinzugefügt. Vielleicht dienten einige dieser Wohnhöhlen (vor allem in späterer Zeit) auch als Herbergen und Lagerräume für die mit ihren Karawanen vorbeiziehenden Kaufleute, die sich für derartige Dienstleistungen – und in der Hoffnung auf bzw. nach guten Geschäften – sicherlich dankbar zeigten; die Diener der Karawanenherrn blieben jedoch auch des Nachts bei den Tieren und Handelswaren am Fuß der Felswand.